# Garganta de los Montes
Garganta de los Montes és un municipi del nord-est de la Comunitat de Madrid.

## Demografia
| 1991 | 1996 | 2001 | 2004 |
| ---- | ---- | ---- | ---- |
| 303  | 329  | 317  | 356  |